# Žlijebac
Žlijebac är en ort i Bosnien och Hercegovina.   Den ligger i entiteten Republika Srpska, i den östra delen av landet, 100 km öster om huvudstaden Sarajevo. Žlijebac ligger 298 meter över havet och antalet invånare är 285.
Terrängen runt Žlijebac är kuperad åt sydväst, men åt nordost är den bergig. Žlijebac ligger nere i en dal. Runt Žlijebac är det ganska tätbefolkat, med 104 invånare per kvadratkilometer.. Närmaste större samhälle är Abdulići, 4,8 km nordväst om Žlijebac. 
Omgivningarna runt Žlijebac är en mosaik av jordbruksmark och naturlig växtlighet.